# Rolls-Royce Tyne

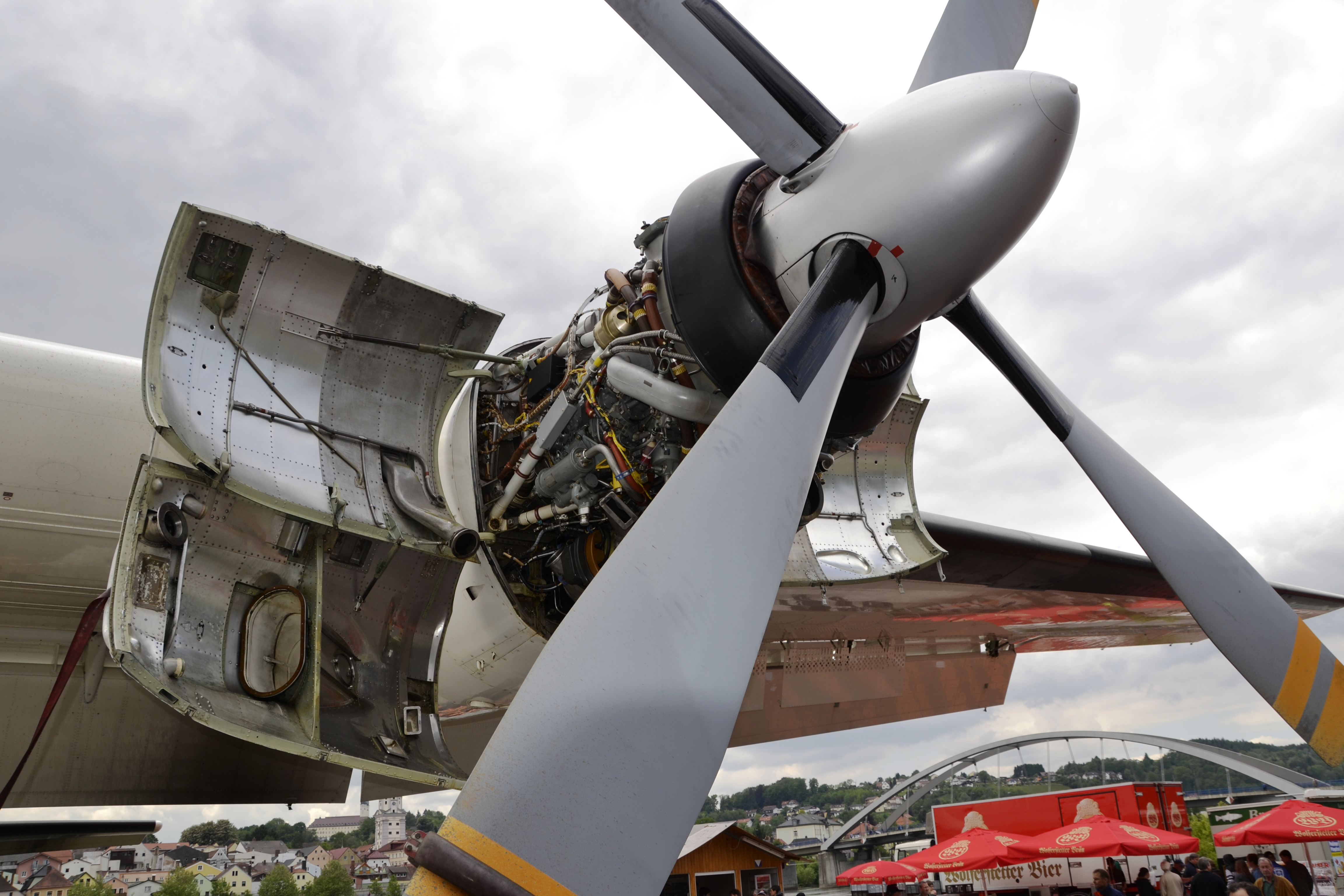
Rolls-Royce Tyne einer Transall der Luftwaffe, 2012

Das Rolls-Royce Tyne (anfangs als RB109 bezeichnet) war mit ca. 6.000 PS (3259 bis 4500 kW) das ab Mitte der 1950er-Jahre stärkste Turboprop-Triebwerk der westlichen Welt und wurde erst in den 2000er-Jahren vom TP400-D6 für den Airbus A400M leistungsmäßig übertroffen.

## Geschichte
Das Triebwerk wurde ursprünglich für das Verkehrsflugzeug Vickers Vanguard entwickelt. Das Triebwerk lief erstmals im April 1955 und im Oktober 1955 wurde die Vanguard mit diesem Triebwerk angekündigt. Verschiedene Hersteller zogen das Triebwerk in Erwägung, so für die Lockheed Electra. Tatsächlich diente es als Antrieb u. a. für das militärische Transportflugzeug Transall C-160 (Tyne Mk 22) und das Langstrecken-Seeaufklärungsflugzeug Breguet Atlantic (Tyne Mk 21), aber auch für die Canadair CL-44, die Short Belfast und Transportflugzeuge vom Typ Aeritalia G.222. Von den Marineversionen Rolls-Royce Tyne RM1A, RM1C und RM3C waren auch noch mindestens bis 2022 einige als Marschantrieb in ehemaligen Royal-Navy-Zerstörern der Sheffield-Klasse und Fregatten der Broadsword-Klasse im Einsatz. Insgesamt wurden mehr als 1500 Triebwerke gebaut. Als Stückpreis wurden 1997 etwa 2,0 bis 2,5 Mio. US-Dollar angegeben.
Das Triebwerk wurde bis in die neunziger Jahre hinein von Rolls-Royce und zeitweise in Lizenz von MTU produziert. Für die in Betrieb verbliebenen Triebwerke leistet MTU Instandhaltung und die Lieferung von Ersatzteilen.

## Technik
Die einstufige Hochdruckturbine mit 121 Schaufeln aus einer Nickellegierung treibt den neunstufigen Axial-Hochdruckkompressor mit Schaufeln aus Titan in den ersten sieben Stufen an, während die 3-stufige Niederdruckturbine nicht nur (über ein Untersetzungsgetriebe) die Luftschraube, sondern auch den 6-stufigen Niederdruckverdichter antreibt. Die Länge des Triebwerkes (RTy-20 Mk 21/22) beträgt 2,76 m und der maximale Durchmesser 1,4 m. Ein Triebwerk wiegt 1129 kg und verbraucht 0,29 kg/kWh bei maximaler Leistung.

## Technische Daten
nachstehend die technischen Daten der Version Tyne RTy.20 Mk 21
| Typ                              | Zweiwellen-Turpoprop Motor              |
| -------------------------------- | --------------------------------------- |
| Länge                            | 2762 mm                                 |
| Durchmesser                      | 1400 mm                                 |
| Trockengewicht                   | 1085 kg                                 |
| Kompressor                       | Niederdruck 6 Stufen Hochdruck 9 Stufen |
| Brennkammer                      | 10 Flammrohre                           |
| Turbine                          | Hochdruck 1 Stufe Niederdruck 3 Stufen  |
| Leistung                         | 4549 kW / 6100 hp                       |
| Druckverhältnis                  | 13,5 : 1                                |
| Massendurchsatz                  | 21,1 kg/s                               |
| Turbineneinlass-Temperatur       | 800 °C                                  |
| spezifischer Treibstoffverbrauch | 0,298 kg/kW h                           |
| Leistung-Gewicht Verhältnis      | 4,193 kW/kg                             |

## Varianten
Als Leistung ist jeweils die Maximalleistung mit Wasser-Methanol Einspritzung angegeben.
- RTy-1 Mk 506: 3.259 kW Leistung für Vickers Vanguard Type 951 und Vickers Merchantman, 238 Stück gebaut
- RTy-11 Mk 512: 3.776 kW Leistung für Vickers Vanguard Type 952
- RTy-12 Mk 515: 3.442 kW Leistung für Canadair 400/CL-44, 227 Stück gebaut
- RTy-12 Mk 515-101W: 4.026 kW Leistung für Shorts Belfast
- RTy-20 Mk 21: 4.226 kW Leistung für Dassault Aviation 1150 Atlantic und Atlantique ATL2
- RTy-20 Mk 22: 4.226 kW Leistung für Transall C-160
- RTy-20 Mk 801: 3.624 kW Leistung für Aeritalia G.222T
- RTy-20 Mk 45: 4.500 kW Leistung für Transall C-160 und Atlantique ATL2

## Anwendungen
Das Rolls-Royce Tyne wurde insbesondere durch die Transall C-160 bekannt, die jahrzehntelang das Standard-Transportflugzeug der deutschen und französischen Luftstreitkräfte war. Darüber hinaus wurden etliche andere Flugzeugtypen mit dem Tyne ausgerüstet:
- Aeritalia G.222
- Breguet Atlantic
- Canadair CL-44
- Short Belfast
- Vickers Vanguard
- Transall C-160